# Грабен (Берн)
Грабен (нім. Graben BE) — громада  в Швейцарії в кантоні Берн, адміністративний округ Верхнє Ааргау.

## Географія
Громада розташована на відстані близько 37 км на північний схід від Берна.
Грабен має площу 3,2 км², з яких на 7,3% дозволяється будівництво (житлове та будівництво доріг), 52,7% використовуються в сільськогосподарських цілях, 36% зайнято лісами, 4,1% не є продуктивними (річки, льодовики або гори).

## Демографія
2019 року в громаді мешкало 342 особи (+9,3% порівняно з 2010 роком), іноземців було 7,6%. Густота населення становила 108 осіб/км².
За віковим діапазоном населення розподілялося таким чином: 21,3% — особи молодші 20 років, 61,1% — особи у віці 20—64 років, 17,5% — особи у віці 65 років та старші. Було 143 помешкань (у середньому 2,4 особи в помешканні).
Із загальної кількості 82 працюючих 25 було зайнятих в первинному секторі, 12 — в обробній промисловості, 45 — в галузі послуг.